# Osečka
Osečka is een plaats in de gemeente Ivanec in de Kroatische provincie Varaždin. De plaats telt 268 inwoners (2001).